# 小行星1461
小行星1461（1461 Jean-Jacques）是一颗围绕太阳公转的小行星。1937年12月30日，瑪格麗特·盧吉埃在尼斯发现了此天体。
該小行星以盧吉埃的兒子讓-雅克·盧吉埃（Jean-Jacques Laugier）命名。
这颗小行星的绝对星等为335.33800等。